# 白山镇 (龙江县)
白山镇，是中华人民共和国黑龙江省齐齐哈尔市龍江縣下辖的一个镇。
2013年10月23日，黑龙江省民政厅批复同意撤销白山乡，设立白山镇。

## 行政区划
白山镇下辖以下地区：
东白土村、龙哈村、长山村、兴隆岗村、后道老村、五村、六村、七村和八村。